# 柏崎港
柏崎港（かしわざきこう）は、新潟県柏崎市に所在し、新潟県が管理する地方港湾である。

## 概要
古来から天然の地形を活かした港として利用されていたが、1892年に柏崎倉庫株式会社および柏崎浮船株式会社が創立され近代的な物流が開始された。1922年から1927年にかけて防波堤および防砂堤が築造され、現在の港湾の基礎が整備された。1952年には港湾法における港湾区域指定により本格的な整備が開始され、船舶の大型化に対応するため東側へ拡張された。1971年に関税法上の開港に指定された後は、中越地方向けの木材、セメントを扱う工業港として発展、2007年の新潟県中越沖地震では、海上からの支援拠点として活用された。
第二次世界大戦後の港湾整備に関しては、1953年に柏崎港期成同盟会の会長となった田中角栄の貢献が大きいと言われている。
2017年度の発着数は601隻（194,214総トン）、うち外航商船7隻（11,513総トン）、利用客数は184人（乗込人員92人・上陸人員92人）である。

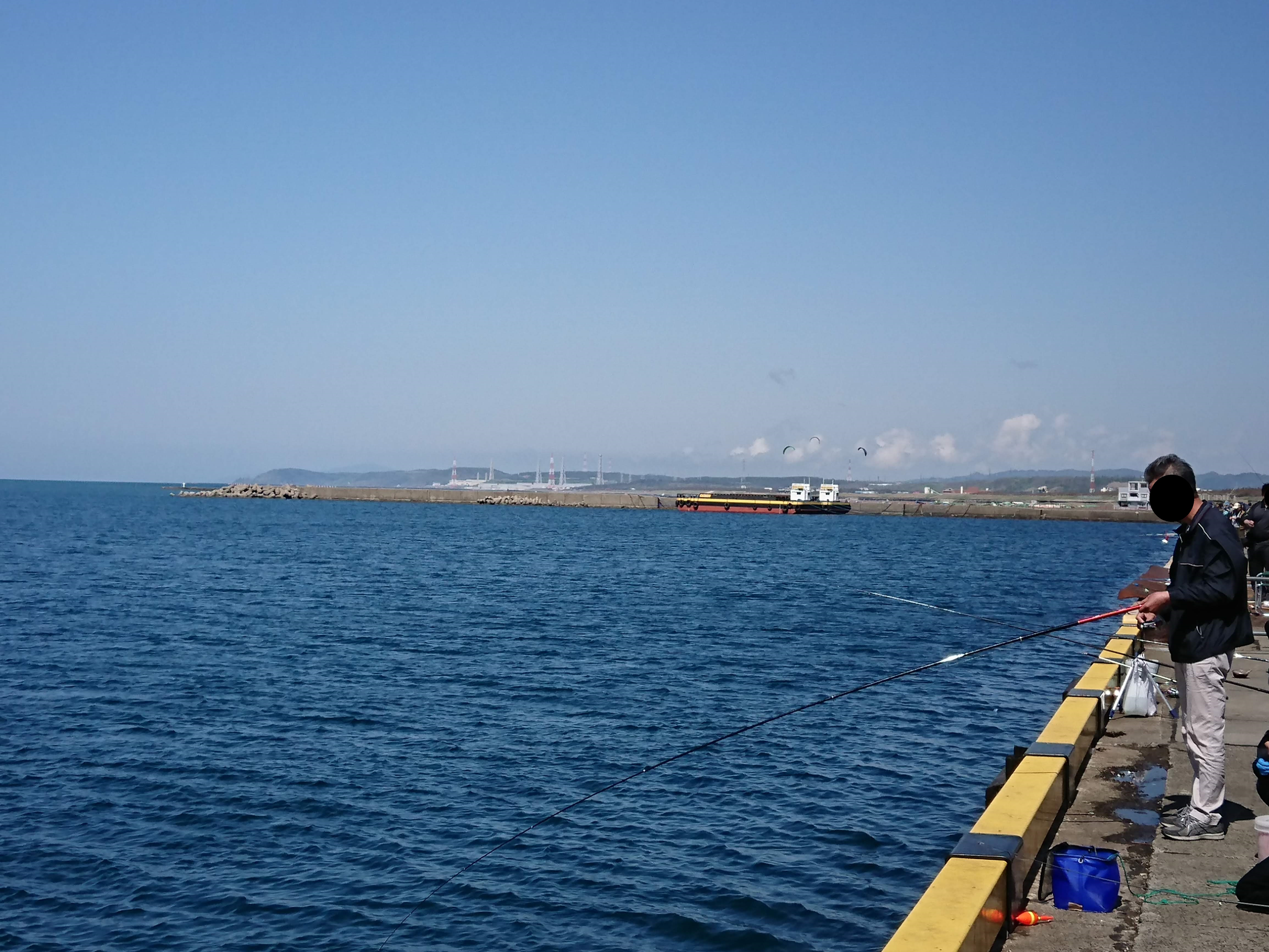
柏崎刈羽原子力発電所を望む
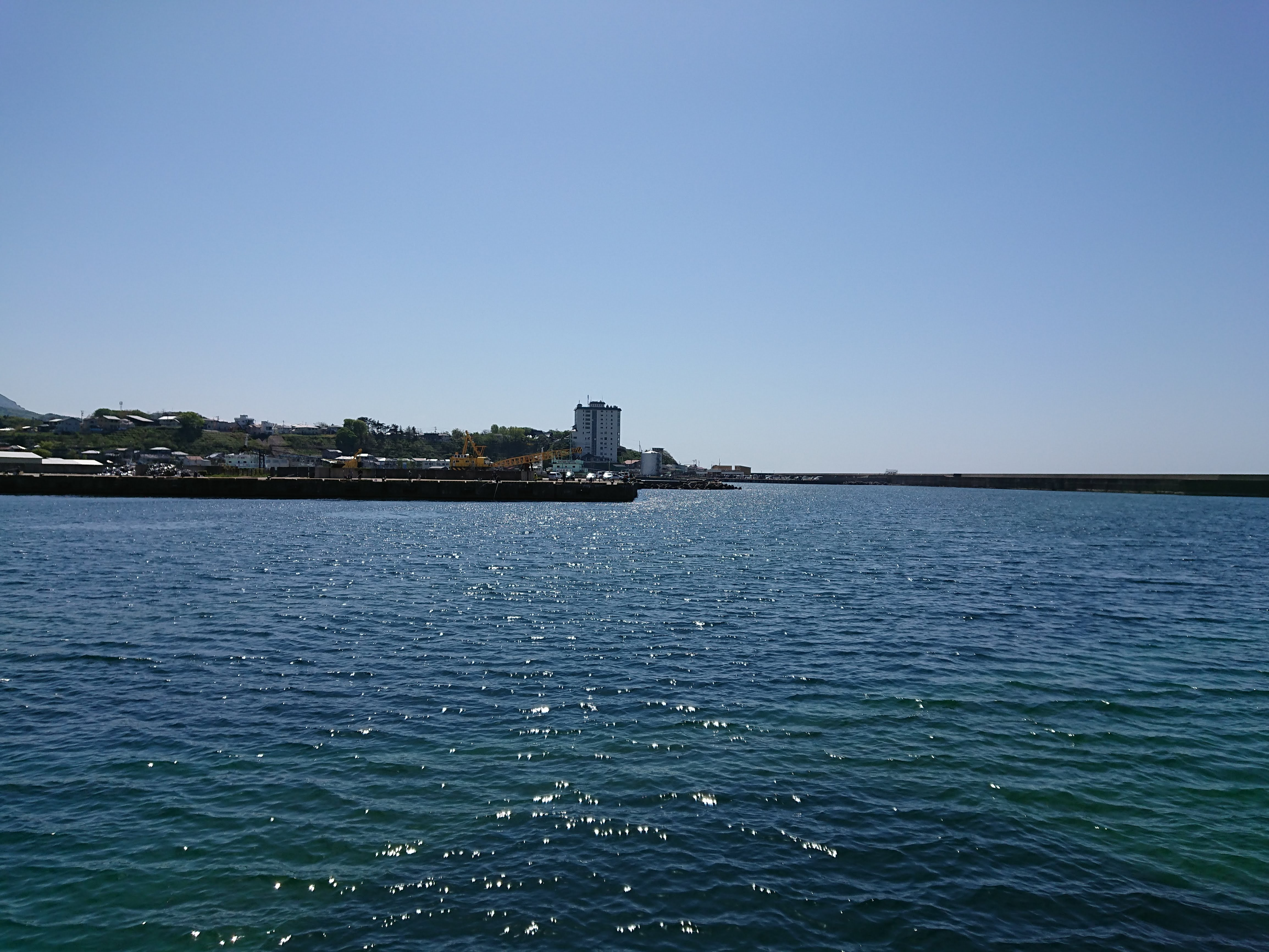
埠頭内
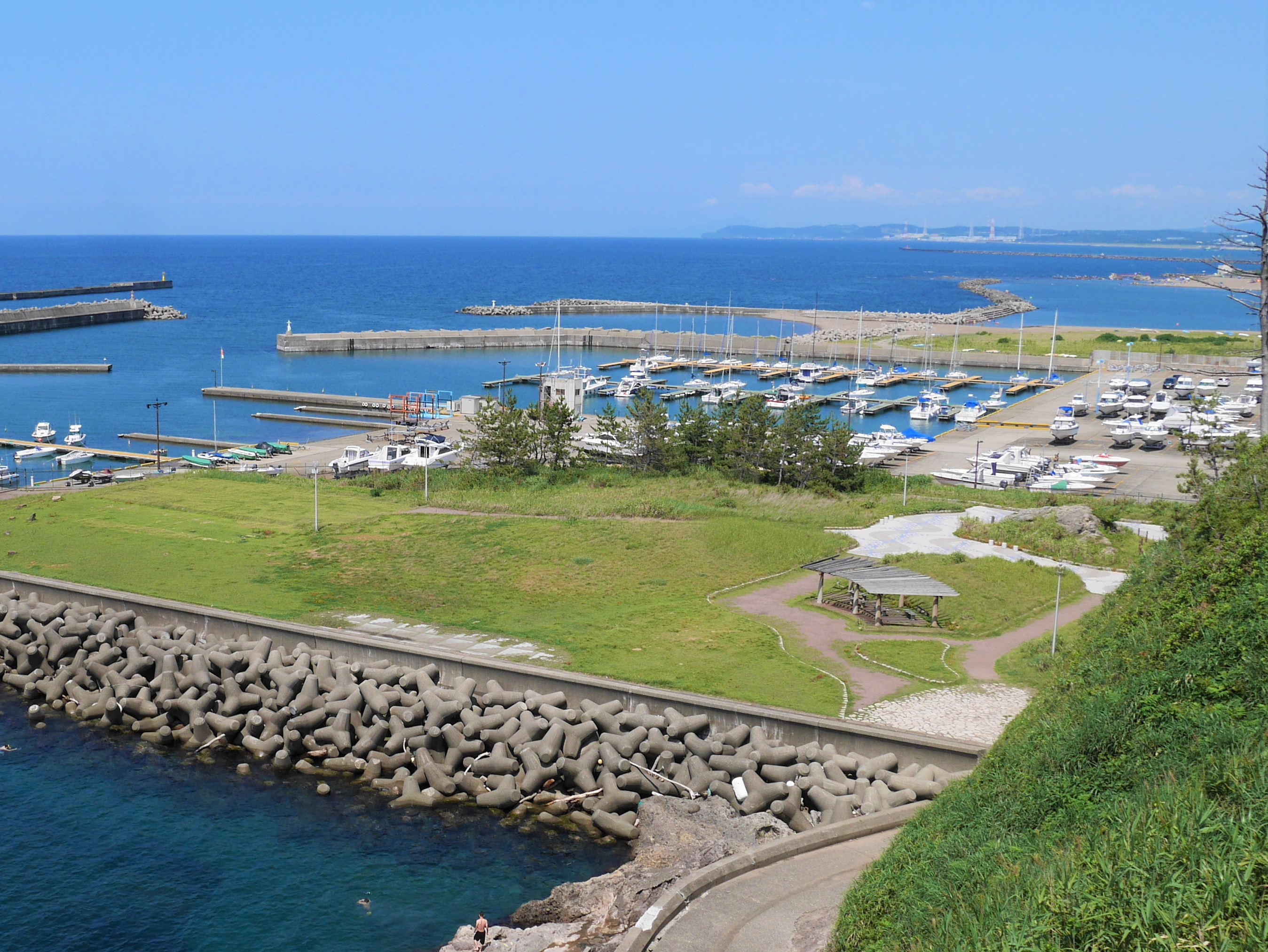
柏崎マリーナ

## 港湾区域

### 柏崎地区
西防波堤（長さ2,280メートル）の内側に西埠頭・中央埠頭・東埠頭・中浜埠頭と7つの岸壁を備えており大型船舶が接岸できる中浜埠頭・東埠頭では、貨物が取り扱われている。中央埠頭付近は、漁船などの小型船舶の係留に利用されている。
旅客埠頭である西埠頭では2002年から港湾活性化事業の一環として、柏崎市や柏崎市観光協会などの支援を受けて柏崎観光汽船が福浦八景を遊覧する観光船「はまなす」を夏期に運航していた。約50分間の周遊航路だったが、利用客の減少により2012年に運航を終了した。利用客は運航を開始した2002年の約5600人がピークで以後減少、2012年は約1800人だった。また、春期にはイルカウォッチングの運航も行われていた。
中浜埠頭2号岸壁、中浜埠頭3号岸壁には貨物船だけでなく、クルーズ客船「飛鳥II」や 「ぱしふぃっくびぃなす」が来航する。休日は釣り人でにぎわう。
また、西埠頭には2007年（平成19年）7月に柏崎港観光交流センターがオープンし、2020年（令和2年）にリニューアルされた。

### 鯨波地区
柏崎地区の西側に東の輪海水浴場を挟んで新潟県が管理する公共マリーナである新潟県柏崎マリーナが存在する。

## 交通アクセス
- 西埠頭
  - JR（信越本線・越後線）柏崎駅より北西へ約2.8km[7]（徒歩：約35分[7]）
  - 越後交通「港入口」バス停から北西へ約0.8 km
- 柏崎マリーナ
  - JR信越本線 鯨波駅より北東へ約0.8 km

## 参考資料
- 『港湾統計（年報）』国土交通省。2019年5月18日閲覧。